# Pantana flavivenosa
Pantana flavivenosa är en fjärilsart som beskrevs av Candeze 1927. Pantana flavivenosa ingår i släktet Pantana och familjen tofsspinnare. Inga underarter finns listade i Catalogue of Life.